# Canal Champlain
Le canal Champlain (Champlain Canal) est un canal de 97 kilomètres (60 miles) qui relie l'extrémité sud du lac Champlain et le fleuve Hudson dans l'État de New York aux États-Unis. Il fait partie du New York State Canal System.
Il a été construit dans le but d'alimenter le canal Érié et il fait aujourd'hui partie du réseau de canaux de l'État de New York (New York State Canal System). Conçu en 1812, le canal Champlain a été construit entre 1817 et 1823, année de son inauguration. Il tire son nom de Samuel de Champlain, fondateur de la ville de Québec.